# Wasmannia
Genre
Wasmannia est un genre de fourmis de la famille des formicidés.

## Liste d'espèces
Selon ITIS:
- Wasmannia affinis Santschi, 1929
- Wasmannia auropunctata (Roger, 1863)
- Wasmannia iheringi Forel, 1908
- Wasmannia lutzi Forel, 1908
- Wasmannia rochai Forel, 1912
- Wasmannia scrobifera Kempf, 1961
- Wasmannia sigmoidea (Mayr, 1884)
- Wasmannia sulcaticeps Emery, 1894
- Wasmannia villosa Emery, 1894
- Wasmannia williamsoni Kusnezov, 1952